# Paolo Dola
Paolo Dola, pseudonimo di Paolo Amendola (Roma, ... – ...; fl. XX secolo), è stato un attore italiano.

## Biografia
Inizia la sua attività di attore caratterista o di secondo piano in pellicole degli cinquanta usando spesso il nome d'arte di Paolo Dola, interpretando figure come commissario di polizia, ingegneri ecc..
Nel 1957 appare, col suo vero nome, nella parte di Martingala, nel film Rascel-Fifì di Guido Leoni con Renato Rascel, Dario Fo e Franca Rame.

## Filmografia parziale
- Santa Lucia luntana..., regia di Aldo Vergano (1951)
- La muta di Portici, regia di Giorgio Ansoldi (1952)
- Tragico ritorno,regia di Pier Luigi Faraldo (1952)
- La storia del fornaretto di Venezia, regia di Giacinto Solito (1952)
- Addio, figlio mio!,regia di Giuseppe Guarino (1952)
- Siamo tutti inquilini,regia di Mario Mattoli (1953)
- La nave delle donne maledette, regia di Raffaello Matarazzo (1953)
- La peccatrice dell'isola,regia di Sergio Corbucci (1954)
- Piscatore 'e Pusilleco, regia di Giorgio Capitani (1954)
- Rascel-Fifì, regia di Guido Leoni (1957)